# Біг Мама Торнтон
Біг Ма́ма То́рнтон (англ. Big Mama Thornton), справжнє ім'я Ві́ллі Мей То́рнтон  (англ. Willie Mae Thornton; 11 грудня 1926, Монтгомері, Алабама – 25 липня 1984, Лос-Анджелес, Каліфорнія) — американська співачка, авторка пісень і виконавиця (ударні, губна гармоніка); представниця жанрів ритм-енд-блюз, блюз і традиційний джаз.
Відома як перша виконавиця пісні «Hound Dog» (пізніше записаної Елвісом Преслі). Записувалась з відомими музикантами, таким як Мадді Вотерс, Бадді Гай та ін.

## Біографія
Віллі Мей Торнтон народилась 11 грудня 1926 року в Монтгомері, штат Алабама. Донька Джорджа Торнтона і Метті Хагнес/Х'юс. Була однією з семи братів і сестер. Батько був пастором, а мати співала у церковному хорі, тому дівчинка з дитинства була оточена музикою. Саме у церкві почала співати госпели, а старший брат навчив її грати на барабанах і губній гармоніці – у майбутньому видатний музикант, відомий як Гарп Торнтон. Мати Віллі померла, коли їй було 14 років. У 1941 році після смерті матері влаштувалась працювати прибиральницею у місцевому барі.  Одного дня співачка бару не змогла виступити і юній Торнтон довелось її замінити. Пізніше брала участь у конкурсі талантів, який виграла. Саме на цьому конкурсі її помітив відомий промоутер Семмі Грін і запропонував приєднатися до його шоу Hot Harlem Revue. Наступні 7 років працювала у шоу Гріна, з яким гастролювала по всьому південному-сходу Сполучених Штатів. За міцний голос і брутальне виконання її називали «Новою Бессі Сміт».
У 1948 році Торнтон залишила шоу і оселилась у Х'юстоні, де згодом значно вплинула на формування такого стилю як «техаський блюз». В цей період працювала з двома продюсерами: керівником джаз-оркестру Джонні Отісом та імпресаріо Доном Робі. Робі вперше почув Торнтон у х'юстонському клубі «ElDorado Ballroom» і був вражений рідкісним для співачки грати на декількох інструментах (ударні і губна гармоніка). Він вмовив її підписати 5-річний контракт з лейблом звукозапису Peacock Records (у майбутньому Duke-Peacock), виступив продюсером її перших записів і дав можливість виступати у клубі «The Bronze Peacock», а також на південному гастрольному шляху, відомому як «Chitlin' Circuit». Маршрут включав в себе клуби півдня і сходу США, що були визнані безпечними для афро-американських музикантів: від Cotton Club в Гарлемі до маленьких містечок Міссісіпі. Так, Торнтон і провела початок 1950-х років, подорожуючи по широкій території та записуючись для Робі і Джонні Отіса у Х'юстоні чи Лос-Анджелесі.
У 1952 році разом з іншим музикантом Peacock, Джонні Отісом, вона записала пісню «Hound Dog». Пісня посіла 1-е місце в ритм-енд-блюзовому чарті журналу «Billboard» і протрималася там протягом 7 тижнів. Хоча цей запис зробив її зіркою і розійшовся двохмільйонним тиражем, Торнтон не отримала за нього багато грошей (лише 500 доларів). До 1957 року продовжила записуватися на Peacock, і гастролювала з Джуніором Паркером і Естер Філліпс. У 1952 році після виступу в концертному залі Apollo в Нью-Йорку, отримала прізвисько «Біг Мама» («Велика Мама»). Причинами прізвиська стали зріст співачки (180 см), досить велика статура (її вага тоді складала близько 130 кг) і низький, грубий голос. У 1954 році вона стала очевидцем самогубства блюзового співака Джонні Ейса.
Її кар'єра пішла на спад наприкінці 1950-х і напочатку 1960-х років. Вона залишила Х'юстон і переїхала в Сан-Франциско, де виступала в місцевих клубах. У 1965 році виступила на Американському фолк-блюзовому фестивалі в Європі. В том ж році, Торнтон записала в Англії альбом In Europe (з Бадді Гаєм, Волтером Гортоном і Фредді Белоу) і наступного року — Big Mama Thornton with the Chicago Blues Band (з Мадді Вотерсом, Джеймсом Коттоном і Отісом Спенном) в Сан-Франциско. Обидва альбоми вийшли на лейблі Arhoolie Records. Виступала на джазовому фестивалі в Монтеррей у 1966 і 1968 роках. В 1968 році вийшов альбом «Ball 'n' Chain» разом з Лайтніном Гопкінсом і Ларрі Вільямсом. До альбому увійшли пісні Торнтон «Wade in the Water», «My Love» і «Ball 'n' Chain», Гопкінса — «Money Taker» і «Prison Blues». У вересні 1968 року виступили на рок-фестивалі Скай-Рівер разом з Grateful Dead, Джеймсом Коттоном і Santana. У 1969 році її альбом Stronger Than Dirt, видайний на Mercury, посів 198-е місце в чарті The Billboard 200.
На початку 1970-х років здоров'я Торнтон було підірване алкоголізмом. Попри те, що потрапила у серйозне ДТП, вона знайшла в собі сили виступити у 1973 році на джазовому фестивалі в Ньюпорті з Мадді Вотерсом, Едді «Клінгед» Вінсоном і Б.Б. Кінгом. Результатом виступу став альбом The Blues—A Real Summit Meeting, виданий на Buddha Records.
Одним з останніх альбомів для Торнтон став Jail (1975), випущений на лейблі Vanguard Records. Він складався з двох виступів середини 70-х років, записаних в двох східно-західних в'язницях. На той час Торнтон очолювала власний гурт, до якого входили Джордж «Гармоніка» Сміт, гітаристи Дуг Мак-Леод, Бі Х'юстон і Стів Ваксман, барабанщик Тодд Нельсон, саксофоніст Білл Поттер, басист Брюс Сіверсон і піаніст Джей-Ді Ніколсон. У 1979 році взяла участь у блюзовому фестивалі в Сан-Франциско. Записувалась на лейблах Vanguard, Mercury та інших невеликих студіях 70-х років, і активно брала участь у фестивалях до самої смерті. У 1981 году знову потрапила в автомобільну аварію, тому на концерті в Пасадені, не могла стояти на сцені.
Померла 25 липня 1984 року від серцевого нападу у віці 57 років у Лос-Анджелесі, Каліфорнія. Того ж року була посмертно включена до Зали слави блюзу.

## Визнання
Торнтон була шість разів номінована на премію Blues Music Awards. У 1956 році Елвіс Преслі записав свою версію пісні «Hound Dog», а Дженіс Джоплін в 1967 году — «Ball 'n' Chain». «Ball 'n' Chain» була включена Залою слави рок-н-ролу в «список 500 пісень, які вплинули на рок-н-рол». Запис «Hound Dog» (1952, Peacock) в оригінальному виконанні Торнтон був включений до Зали слави блюзу.

## Дискографія

### Альбоми
- In Europe (Arhoolie, 1966)
- Big Mama Thornton and the Chicago Blues Band (Arhoolie, 1966)
- Ball N' Chain (Arhoolie, 1968)
- Stronger Than Dirt (Mercury, 1969)
- The Way It Is (Mercury, 1969)
- Maybe (Roulette, 1970)
- She's Back (Backbeat, 1970)
- Saved (Backbeat, 1973)
- Jail (Vanguard, 1975)
- Sassy Mama! (Vanguard, 1975)
- Mama's Pride (Vanguard, 1975)

### Сингли
- «All Fed Up»/«Partnership Blues» (Peacock, 1951)
- «No Jody For Me»/«Let Your Tears Fall Baby» (Peacock, 1951)
- «Everytime I Think of You»/«Mischievous Boogie» (Peacock, 1952)
- «Hound Dog»/«Night Mare» (Peacock, 1953)
- «Cotton Pickin' Blues»/«They Call Me Big Mama» (Peacock, 1953)
- «I Ain't No Fool Either»/«Big Change» (Peacock, 1953)
- «I Smell a Rat»/«I've Searched the Whole World» (Peacock, 1955)
- «Stop Hoppin' On Me»/«Story of My Blues» (Peacock, 1954)
- «Rock-A-Bye Baby»/«Walking Blues» (Peacock, 1955)
- «The Fish»/«Laugh, Laugh, Laugh» (Peacock, 1955)
- «Tarzan and the Dignified Monkey»/«How Come» (Peacock, 1955)
- «Just Like a Dog (Barking Up the Wrong Tree)»/«My Man Called Me» (Peacock, 1957)
- «Before Day»/«Me and My Chauffeur» (Kent, 1965)